# Рут Проуер Џабвала
Рут Проуер Џабвала (енгл. Ruth Prawer Jhabvala, Келн, Немачка, 7. мај 1927 –  Њујорк, 3. април 2013) била је британски и амерички романописац и сценариста. Најпознатија је по филмској сарадњи са фирмом Merchant Ivory Productions коју чине режисер Џејмс Ајвори и продуцент Исмаил Мерчант.
Године 1951. удала се за индијског архитекту Сајруса Џабвалу и преселила се у Њу Делхи. Тада је почела да разрађује своја искуства у Индији и писала романе и приче на индијске теме. Написала је десетак романа, 23 сценарија и осам збирки кратких прича и уврштена је на ЦБЕ у Дипломатској служби и на листи новогодишњих одликовања у иностранству 1998. и доделила је заједничку стипендију БАФТА-е 2002. са "Ivory and Merchant".   Она је једина особа која је освојила и Букерову награду и Оскара. 

## Младост
Рут Проуер је рођена у Келну, Немачка, од јеврејских родитеља Маркуса и Елеаноре (Кон) Проуер.  Маркус је био адвокат који се преселио у Немачку из Пољске да би избегао регрутацију, а Елеанорин отац је био кантор највеће синагоге у Келну.   Њен отац је оптужен за комунистичке везе, ухапшен и пуштен, а она је била сведок насиља покренутог над Јеврејима током Кристалне ноћи.  Породица је била међу последњом групом избеглица која је побегла од нацистичког режима 1939. године, емигрирајући у Британију.  Њен старији брат Зигберт Саломон Проуер (1925–2012), стручњак за Хајнриха Хајнеа и хорор филмове, био је члан Краљичиног колеџа и Тејлор професор немачког језика и књижевности на Универзитету у Оксфорду. 
Током Другог светског рата, Проуер је живела у Хендону у Лондону, доживела је Блиц и почела да говори енглески, а не немачки. Радови Чарлса Дикенса и Прохујало са вихором Маргарет Мичел правили су јој друштво током ратних година, а последњу књигу је читала док се скривала у склоништима од ваздушних напада током бомбардовања Лондона од стране Луфтвафеа.  Постала је британска држављанка 1948. године. Следеће године, њен отац је извршио самоубиство након што је открио да је 40 чланова његове породице убијено током Холокауста.  Проуер је похађала школу округа Хендон (сада школа Хендон), а затим колеџ Краљица Мари, где је магистрирала енглеску књижевност 1951. 

## Књижевна каријера

### Године у Индији
Рут Проуер се преселила у Индију 1951. године након што се удала за индијског парси архитекту Сајруса Џабвалу. Њен први роман, To Whom She Will (Коме ће), објављен је 1955. Уследили су Esmond in India (Есмонд у Индији) (1957), The Householder (Домаћин) (1960) и Get Ready for Battle (1963). Филм The Householder, по сценарију Џабвале, снимили су 1963. године Merchant and Ivory. Током година у Индији, написала је сценарије за дуо Merchant - Ivory за The Guru (1969) и Autobiography of a Princess (1975). Сарађивала је са Иворијем на сценаријима за Bombay Talkie (1970) и ABC After-school Specials: William - The Life and Times of William Shakespeare (1973). 
Године 1975. освојила је Букерову награду за роман Heat and Dust (Врућина и прашина), касније адаптиран у филм.  Те године се преселила у Њујорк где је написала The Place of Peace.  Њен муж се такође трајно преселио у САД крајем 1980-их, а пар је живео на источној обали све до Рутине смрти 2013.  Сајрус Џабвала је умро у Лос Анђелесу 2014.
Џабвала је „остала лоше са Индијом и свиме што је она донела у њен живот“. Написала је у аутобиографском есеју Myself in India (Ја у Индији) (објављеном у London Magazine) да је сматрала да је „велика животиња сиромаштва и заосталости“ учинила идеју и сензацију Индије неподношљивим за њу, „средњоевропљанку са енглеским образовањем и жалосном склоност сталној самоанализи“.   Њени рани радови у Индији баве се темама романтичне љубави и уговорених бракова и представљају портрете друштвених обичаја, идеализма и хаоса раних деценија независне Индије. Пишући о њој у New York Times, романописац Панкај Мишра је приметио да је „она вероватно била први писац на енглеском који је увидео да се индијска западњачка средња класа, толико заокупљена браком, добро приклонила комедијама понашања Џејн Остиниш“. 

### Живот у Сједињеним Државама
Џабвала се преселила у Њујорк 1975. и тамо живела до своје смрти 2013. године, поставши натурализована држављанка Сједињених Држава 1986. године. Наставила је да пише, а многа њена дела, укључујући In Search of Love and Beauty (У потрази за љубављу и лепотом) (1983), Three Continents (Три континента) (1987), Shards of Memory (Крхотине сећања) (1995) и East into Upper East: Plain Tales From New York and New Delhi (Исток на Горњи исток: обичне приче из Њујорка и Њу Делхија) (1998), приказују животе и невоље имиграната из постнацистичке и послератне Европе. Многа од ових дела приказују Индију као окружење где њени ликови одлазе у потрагу за духовним просветљењем само да би изашли преварени и изложени материјалистичким потрагама Истока.  New York Times Review of Books изабрао ју је Out of India (Ван Индије) (1986) као једно од најбољих штива те године.  Године 1984. добила је MacArthur стипендију. 
Године 2005. објавила је My Nine Lives: Chapters of a Possible Past (Мојих девет живота: поглавља могуће прошлости) са илустрацијама њеног супруга, а књига је описана као „њена најаутобиографска фикција до сада“. 

### Пријем
Њени књижевни радови били су добро прихваћени са C.P. Snow, Rumer Godden и V.S. Pritchett који су њен рад описали као „највишу уметност“, „равнотежу између суптилности, хумора и лепоте“ и као чеховску у свом одвојеном смислу комичне самообмане. Салман Ружди ју је описао као "интелектуалку без корена" када ју је антологизовао у Vintage Book of Indian Writing, а Џон Апдајк ју је описао као "иницираног аутсајдера". 
У почетку се претпостављало да је Џабвала Индијка међу читалачком публиком због њеног проницљивог приказа нијанси индијског начина живота. Касније, откривање њеног правог идентитета довело је до пада продаје њених књига у Индији и учинило је метом оптужби о „њеним старомодним колонијалним ставовима“. 
Џабвалина последња објављена прича била је  "The Judge's Will", која се појавила у The New Yorker-у 25. марта 2013. 

## Мерчант - Ајвори Продукција
Године 1963. Џејмс Ајвори и Исмаил Мерчант су се обратили Џабвали да напишу сценарио за њихов првенац The Householder (Домаћин), заснован на њеном роману из 1960. године. Током њиховог првог сусрета, Мерчант је касније рекла да се Џабвала, покушавајући да их избегне, претварала да је кућна помоћница када су их посетили. Филм, који је објавила компанија Мерчант - Ајвори Продукција 1963. године и у којем главне улоге тумаче Шаши Капур и Лила Наиду, наишао је на похвале критике и означио је почетак партнерства које је резултирало са преко 20 филмова. 
The Householder (Домаћин) је пратио Shakespeare Wallah (1965), још један филм који је хваљен од стране критике. Уследила је серија филмова, укључујући Roseland(1977), Hullabaloo Over Georgie and Bonnie's Pictures (1978), The Europeans (1979), Jane Austen in Manhattan (1980), Quartet (1981), The Courtesans of Bombay (1983) и The Bostonians (1984). Продукција Heat and Dust-а "The Merchant Ivory" из 1983. донела је Џабвали награду БАФТА за најбољи адаптирани сценарио следеће године. 
Освојила је прву награду Оскара за сценарио за A Room with a View (Соба са погледом) из 1986, шест година касније.  Следеће године је номинована за трећу награду Оскара за најбољи адаптирани сценарио за The Remains of the Day (Остаци дана). 
Њени други филмови са Merchant and Ivory укључују Mr. and Mrs. Bridge (1990), Jefferson in Paris (1995), Surviving Picasso (1996), A Soldier's Daughter Never Cries (1998) (сценарио за који је коаутор са Ивори), The Golden Bowl (Златна здела) (2000) и The City of Your Final Destination (Град твоје крајње дестинације) (2009), адаптиран према истоименом роману Питера Камерона и био је њен последњи сценарио.  Le Divorce (Развод) који је написала заједно са Ајворијем био је последњи филм у коме се појавио трио Мерчант, Ајвори и Џабвала. 
У  интервјуу за Британски филмски институт, британски глумац Џејмс Вилби је тврдио да је Џабвала одбила да напише сценарио за филм Maurice из 1987. упркос томе што је био "нормалан писац" за филмове Мерчант-Ајвори. Вилби је претпоставио да је Џабвали можда било непријатно због централне теме филма, заснованог на постхумно објављеном роману Е.М. Форстера, који описује геј везу смештену у едвардијанску Енглеску. Ајвори је наводно био „прилично узнемирен” Џабвалином одлуком, с обзиром на чињеницу да је њихово пријатељство било „невероватно блиско”.  Са своје стране, Џабвала је очигледно дала белешке за Maurice,  али је тврдила да није желела да напише сценарио, пошто је роман „под-Форстер и под-Ајвори“. 
Дуо Мерчант-Ајвори је у Гинисовој књизи рекорда уврштен као најдужа сарадња редитеља и продуцента, али је Џабвала од самог почетка била део трија. Она је упознала композитора Ричарда Робинса, који је написао музику за скоро сваку продукцију  Мерчант-Ајвори-ја, почевши од The Europeans 1979. године, након што га је упознала док је био директор музичког колеџа Манес у Њујорку.  Madame Sousatzka (1988) је био једини филм који је написала, а који није продуцирао Merchant Ivory.

## Изабрана филмографија
| Година       | Наслов                                                             | Остале напомене                                                            |
| ------------ | ------------------------------------------------------------------ | -------------------------------------------------------------------------- |
| 1963.        | The Householder                                                    | сценарио, адаптиран по роману Џабвале                                      |
| 1965. године | Shakespeare Wallah                                                 | сценарио                                                                   |
| 1969.        | The Guru                                                           | сценарио                                                                   |
| 1970.        | Bombay Talkie                                                      | сценарио                                                                   |
| 1975.        | Autobiography of a Princess (Аутобиографија једне принцезе)        | написао                                                                    |
| 1977.        | Roseland                                                           | прича и сценарио                                                           |
| 1978.        | Hullabaloo Over Georgie and Bonnie's Pictures                      | написала                                                                   |
| 1979.        | The Europeans (Европљани)                                          | сценарио, адаптиран по роману Хенрија Џејмса                               |
| 1980.        | Jane Austen in Manhattan (Џејн Остин на Менхетну)                  | написала, уметнути либрето „Сер Чарлс Грандисон“ Џејн Остин                |
| 1981.        | Quartet (Куартет)                                                  | сценарио, адаптиран по роману Џина Риса                                    |
| 1983.        | Heat and Dust (Топлота и прашина)                                  | сценарио, адаптиран по роману Џабвале                                      |
| 1984.        | The Bostonians (Бостонци)                                          | сценарио, адаптиран по роману Хенрија Џејмса                               |
| 1985.        | A Room with a View (Соба са погледом)                              | сценарио, адаптиран по роману Е.М. Форстера                                |
| 1988.        | Madame Sousatzka                                                   | сценарио, адаптиран по роману Бернис Рубенс. Режија: Џон Шлезингер         |
| 1990.        | Mr. and Mrs. Bridge                                                | сценарио, адаптиран по романима Evan S. Connell (Mr. Bridge & Mrs. Bridge) |
| 1992.        | Howards End                                                        | сценарио, адаптиран по роману ЕМ Форстера                                  |
| 1993.        | The Remains of the Day (Остаци дана)                               | сценарио, адаптиран по роману Казуа Ишигура                                |
| 1995.        | Jefferson in Paris                                                 | сценарио                                                                   |
| 1996.        | Surviving Picasso                                                  | сценарио                                                                   |
| 1998.        | A Soldier's Daughter Never Cries                                   | сценарио, адаптиран по роману Кејли Џонс                                   |
| 2000.        | The Golden Bowl                                                    | сценарио, адаптиран по роману Хенрија Џејмса                               |
| 2003.        | Le Divorce                                                         | коаутор је Џејмс Ајвори, адаптиран по роману Дајан Џонсон                  |
| 2009.        | The City of Your Final Destination (Град вашег коначног одредишта) | сценарио, адаптиран по роману Питера Камерона                              |

## Награде и номинације
| Година | Категорија                  | Филм             | Резултат   | Реф.   |
| ------ | --------------------------- | ---------------- | ---------- | ------ |
| 1986.  | Најбољи адаптирани сценарио | Соба са погледом | Освојено   | [ 22 ] |
| 1992.  | Најбољи адаптирани сценарио | Хоуардс енд      | Освојено   | [ 22 ] |
| 1993.  | Најбољи адаптирани сценарио | Остаци дана      | Номинација | [ 22 ] |

Златни глобус
| Година | Категорија       | Филм        | Резултат   | Реф.   |
| ------ | ---------------- | ----------- | ---------- | ------ |
| 1992.  | Најбољи сценарио | Ховардс Енд | Номинација | [ 22 ] |
| 1993.  | Најбољи сценарио | Остаци дана | Номинација | [ 22 ] |

Филмске награде Британске академије
| Година | Категорија                  | Филм              | Резултат   | Реф.   |
| ------ | --------------------------- | ----------------- | ---------- | ------ |
| 1983.  | Најбољи адаптирани сценарио | Топлота и прашина | Освојено   | [ 22 ] |
| 1986.  | Најбољи адаптирани сценарио | Соба са погледом  | Номинација | [ 22 ] |
| 1992.  | Најбољи адаптирани сценарио | Ховардс Енд       | Номинација | [ 22 ] |
| 1993.  | Најбољи адаптирани сценарио | Остаци дана       | Номинација | [ 22 ] |

Награде Удружења писаца Америке
| Година | Категорија                  | Филм             | Резултат   | Реф.   |
| ------ | --------------------------- | ---------------- | ---------- | ------ |
| 1986.  | Најбољи адаптирани сценарио | Соба са погледом | Освојено   | [ 23 ] |
| 1992.  | Најбољи адаптирани сценарио | Ховардс Енд      | Номинација | [ 23 ] |
| 1993.  | Најбољи адаптирани сценарио | Остаци дана      | Номинација | [ 23 ] |
| 1993.  | Screen Laurel Award         | Н/Д              | Освојено   | [ 23 ] |

### Остале награде
- 1975: Букерова награда – Heat and Dust[23]
- 1976: Гугенхајмова стипендија
- 1979:  Neil Gunn Prize [24]
- 1984: MacArthur Fellowship [23]
- 1984: Филмске награде Лондонског круга критике – сценариста године (Heat and Dust) [24]
- 1990: Награде круга филмских критичара Њујорка – најбољи сценарио (Mr. and Mrs. Bridge) [23]
- 2003: Награда О. Хенрија (Refuge in London (Уточиште у Лондону)) [24]

## Лични живот
Године 1951. Проуер се удала за Сајруса Шавакшу Хормуџија Џабвалу , индијског парсијског архитекту и, касније, шефа Школе за планирање и архитектуру у Њу Делхију.   Пар се преселио у кућу у Civil Lines у Делхију  где су подигли три ћерке: Аву, Фирозу и Ренану.   Године 1975. Џабвала се преселила у Њујорк и поделила своје време између Индије и Сједињених Држава. Године 1986. постала је натурализована држављанка Сједињених Држава.

### Смрт
Џабвала је умрла у свом дому у Њујорку 3. априла 2013. у 85. години. Џејмс Ајвори је известио да је њена смрт узрокована компликацијама плућног поремећаја.    Реагујући на њену смрт, Merchant Ivory Productions је приметила да је Џабвала „била вољени члан породице Merchant Ivory од 1960. године, која је чинила једну трећину нашег непоколебљивог трифекта који је укључивао редитеља Џејмса Ајворија и покојног продуцента Исмаила Мерчанта“ и да је њена смрт била „значајан губитак за глобалну филмску заједницу“.

## Литерарни рад

### Романи и новеле
| Година | Наслов                                                        | Остале напомене                             |
| ------ | ------------------------------------------------------------- | ------------------------------------------- |
| 1955.  | To whom she will : a novel (Коме ће она : Роман)              | Објављено у Сједињеним Државама као Амрита  |
| 1956.  | The Nature of Passion (Природа страсти)                       |                                             |
| 1958.  | Esmond in India (Езмонд у Индији)                             |                                             |
| 1960.  | The Householder                                               |                                             |
| 1962.  | Get Ready for Battle (Спремите се за битку)                   |                                             |
| 1965.  | A Backward Place                                              |                                             |
| 1972.  | A New Dominion                                                | објављено у Сједињеним Државама као Путници |
| 1975.  | Heat and Dust (Топлота и прашина)                             |                                             |
| 1983.  | In Search of Love and Beauty (У потрази за љубављу и лепотом) |                                             |
| 1987.  | Three Continents (Три континента)                             |                                             |
| 1993.  | Poet and Dancer (Песник и плесач)                             |                                             |
| 1995.  | Shards of Memory (Крхотине сећања)                            |                                             |

### Кратке приче и збирке
| Година | Наслов | Остале напомене                                                            |  |
| ------ | --- | -------------------------------------------------------------------------- |  |
| 1963.  | Like Birds, Like Fishes (Као птице, као рибе)                                                                             |                                                                            |  |
| 1968.  | A Stronger Climate (Јача клима)                                                                                           |                                                                            |  |
| 1971.  | An Experience of India (Искуство Индије)                                                                                  |                                                                            |  |
| 1976   | How I Became a Holy Mother and other stories (Како сам постала света мајка и друге приче)                                 |                                                                            |  |
| 1986.  | Out of India : Selected Stories (Ван Индије : Изабране приче)                                                             |                                                                            |  |
| 1998.  | East into Upper East: Plain Tales from New York and New Delhi (Исток у Горњи Исток: Обичне приче из Њујорка и Њу Делхија) |                                                                            |  |
| 2004.  | My Nine Lives : Chapters of a Possible Past (Мојих девет живота : Поглавља могуће прошлости)                              |                                                                            |  |
| 2008.  | The Teacher (Наставник)                                                                                                   | "Наставник" . The New Yorker'. Волуме:84. 28. јул 2008                     |  |
| 2011.  | A Lovesong for India: Tales from East and West (Љубавна песма за Индију: Приче са истока и запада)                        |                                                                            |  |
| 2013.  | A Judge's Will (Опорука судије)                                                                                           | „The judge's will”. The New Yorker. св. 89 бр. 6. 25. 3. 2013. стр. 88—95. |  |
| 2018.  | At the End of the Century: The Stories of Ruth Prawer Jhabvala (На крају века: приче Рут Правер Џабвале)                  |                                                                            |  |

### Критичке студије и осврти на Џабвалино дело
Антологије и енциклопедије
- Prawer Jhabvala, Ruth (2000). „Passion”.  Ур.: Bausch, Richard; Cassill, R. V. Norton Anthology of Short Fiction (6th изд.). New York: W.W. Norton. стр. 801–813. ISBN 978-0-39397-508-6.
- Prawer Jhabvala, Ruth (2005). „Two more under the Indian sun”.  Ур.: Mishra, Pankaj. India in Mind: An Anthology. New York: Vintage Books. стр. 108–130. ISBN 978-0-37572-745-0.
- Prawer Jhabvala, Ruth (1999). „An experience of India”.  Ур.: Ross, Robert. Colonial and Postcolonial Fiction in English: An Anthology. New York: Garland. стр. 189—209. ISBN 978-0-81531-431-8.
- Serafin, Steven, ур. (1999). „Ruth Prawer Jhabvala”. Encyclopedia of World Literature in the 20th Century. 4 (L-Z) (3rd изд.). Farmington Hills, Michigan: St. James Press. ISBN 978-1-55862-377-4.

Сценарио
- Bailur, Jayanti (1992). Ruth Prawer Jhabvala: Fiction and Film. New Delhi: Arnold Publishers.
- Katz, Susan Bullington, ур. (2000). „Ruth Prawer Jhabvala”. Conversations with Screenwriters. Portsmouth, New Hampshire: Heinemann. стр. 1–8. ISBN 978-0-32500-295-8.

Остало
- Crane, Ralph J. (1992). Ruth Prawer Jhabvala. New York: Twayne. ISBN 978-0-80577-030-8.
- Crane, Ralph J. (1991). Passages to Ruth Prawer Jhabvala. New Delhi: Sterling Publishers. ISBN 978-8-12071-355-0.
- Jasanoff, Maya (7. 1. 2019). „A passage from India : Ruth Prawer Jhabvala and the art of ambivalence”. The Critics. A Critic at Large. The New Yorker. св. 94 бр. 43. стр. 62—67.[29]
- Rai, Sudha (1992). Homeless by Choice: Naipaul, Jhabvala, Rushdie and India. Jaipur: Printwell. ISBN 978-8-17044-241-7.
- Shepherd, Ronald (1994). Ruth Prawer Jhabvala in India: The Jewish Connection. Delhi: Chanakya Publications. ISBN 978-8-17001-096-8.
- Sucher, Laurie (1989). The Fiction of Ruth Prawer Jhabvala: The Politics of Passion. Basingstoke: Macmillan. ISBN 978-0-33342-196-3.